# Estación Larrea
Larrea es la estación ferroviaria del paraje rural homónimo, Partido de Alberti, provincia de Buenos Aires, Argentina.
La estación corresponde al Ferrocarril Domingo Faustino Sarmiento de la red ferroviaria argentina.

## Servicios
No presta servicios de pasajeros.